# Quercus eduardii
Quercus eduardii, és una espècie del gènere Quercus dins de la família de les fagàcies. Està classificada en la secció dels roures vermells; d'Amèrica del Nord, Centreamèrica i el nord d'Amèrica del Sud que tenen els estils llargs, les glans maduren en 18 mesos i tenen un sabor molt amarg. Les fulles solen tenir lòbuls amb les puntes afilades, amb truges o amb pues en el lòbul.

## Distribució i hàbitat
És un endemisme de Mèxic.

## Taxonomia
Quercus eduardii va ser descrita per William Trelease i publicat a Contributions from the United States National Herbarium 23(2): 189. 1922.
Etimologia
Quercus: nom genèric del llatí que designava igualment al roure i a l'alzina.
eduardii: epítet llatinitzat que va ser atorgat en honor del botànic Edward Palmer.
Sinonímia

- Quercus eduardi f. cespitifera Trel.
- Quercus nitidissima Trel.
- Quercus oligodonta Seemen ExLlois.[2][3]